# Lorenz Park
Lorenz Park és una concentració de població designada pel cens dels Estats Units a l'estat de Nova York. Segons el cens del 2000 tenia 1.981 habitants.

## Demografia
Segons el cens del 2000, Lorenz Park tenia 1.981 habitants, 868 habitatges, i 543 famílies. La densitat de població era de 415,7 habitants per km².
Dels 868 habitatges en un 27,8% hi vivien nens de menys de 18 anys, en un 45,6% hi vivien parelles casades, en un 13,2% dones solteres, i en un 37,4% no eren unitats familiars. En el 32,4% dels habitatges hi vivien persones soles el 20,9% de les quals corresponia a persones de 65 anys o més que vivien soles. El nombre mitjà de persones vivint en cada habitatge era de 2,27 i el nombre mitjà de persones que vivien en cada família era de 2,88.
Per edats la població es repartia de la següent manera: un 22,7% tenia menys de 18 anys, un 5,5% entre 18 i 24, un 26,5% entre 25 i 44, un 22,8% de 45 a 60 i un 22,5% 65 anys o més.
L'edat mediana era de 41 anys. Per cada 100 dones de 18 o més anys hi havia 77,4 homes.
La renda mediana per habitatge era de 33.958 $ i la renda mediana per família de 46.371 $. Els homes tenien una renda mediana de 34.667 $ mentre que les dones 25.000 $. La renda per capita de la població era de 16.859 $. Entorn del 5,2% de les famílies i el 9,1% de la població estaven per davall del llindar de pobresa.